# Literatura birmana
La literatura de Myanmar (en birmano: မြန်မာစာပေ) se ha desarrollado a lo largo de un milenio. A diferencia de otros idiomas del sudeste asiático (por ejemplo, tailandés, jemer), el idioma birmano adoptó palabras principalmente del Pāli en lugar del sánscrito. Además, la literatura birmana tiende a reflejar el folclore y la cultura locales.
La literatura birmana ha sido históricamente un aspecto muy importante de la vida birmana, arraigada en el Canon Pali del budismo. Tradicionalmente, los niños birmanos recibían educación de los monjes en monasterios de pueblos y ciudades. Durante el dominio colonial británico, la instrucción se formalizó y unificó, a menudo de manera bilingüe, en inglés y birmano, conocido como anglo-vernacular. La literatura birmana desempeñó un papel clave en la difusión del nacionalismo entre los birmanos durante la era colonial, con escritores como Thakin Kodaw Hmaing, un crítico acérrimo del colonialismo británico en Birmania.

## Literatura clásica
Las primeras formas de literatura birmana eran grabados en piedra llamados kyauksa (en birmano: ကျောက်စာ) para conmemoraciones o para ocasiones especiales como la construcción de un templo o un monasterio.  Más tarde, las hojas de palma llamadas peisa (ပေစာ) se utilizaron como papel, lo que dio lugar a las formas redondeadas del alfabeto birmano. Durante la dinastía pagana, el rey Anawrahta adoptó el budismo theravada como religión de estado, y trajo muchos textos en pali de Ceilán. Estos textos se tradujeron, pero el pali siguió siendo el medio literario del reino birmano. Además, el pali influyó en la estructura de la lengua birmana, debido a las traducciones literales del texto pali llamadas nissaya (နိဿယ).
Las primeras obras de la literatura birmana datan de la dinastía Bagan. Incluyen prosas que registran actos de mérito monárquico y obras poéticas, la más antigua de las cuales fue Yakhaing minthami eigyin (Canción de cuna de la princesa de Arakan), fechada en 1455. Durante las dinastías Bagan e Inwa, florecieron dos tipos principales de literatura, mawgun (မော်ကွန်) y eigyin  (ဧချင်း) y pyo (ပျို့), obras religiosas generalmente derivadas de los cuentos Jataka. 
Las obras de no ficción y religiosas predominaron durante este periodo, aunque kagyin (ကာချင်း), un poema de guerra de un monarca, fue una forma temprana de este género en la historia. 
A medida que la literatura se hizo más liberal y secular, la poesía se convirtió en la forma más popular de literatura en Birmania. La flexibilidad del idioma birmano, debido a su naturaleza monosilábica y tonal, y a su falta de muchas consonantes finales, permitió a la poesía utilizar diversos esquemas de rima. En el siglo XV, habían surgido cuatro géneros poéticos principales, a saber, pyo (poemas basados en los Cuentos Jataka, လင်္ကာ (လင်္ကာ poemas metafísicos y religiosos), mawgun (versos históricos escritos como un híbrido de epopeya y oda), y eigyin (canciones de cuna de la familia real). [Los cortesanos también perfeccionaron la myittaza (မေတ္တာစာ), una larga carta en prosa.
Los monjes budistas también influyeron en el desarrollo de la literatura birmana. Shin Aggathammadi tradujo en verso las historias Jataka. Durante esta época, Shin Maha Thilawuntha (1453-1520) escribió una crónica sobre la historia del budismo. Un contemporáneo suyo, Shin Ottama Gyaw, fue famoso por sus versos épicos llamados tawla (တောလား), que exaltaban la belleza natural de las estaciones, los bosques y los viajes. Yawei Shin Htwe, dama de honor, escribió otra forma de poesía llamada aingyin sobre los 55 estilos de peluquería.
Tras la conquista de Siam por la dinastía Toungoo, Tailandia se convirtió en colonia birmana. Esta conquista incorporó muchos elementos tailandeses a la literatura birmana. Los más evidentes fueron el yadu o yatu (ရတု), un verso emocional y filosófico, y el yagan (ရကန်), que imitaba los temas del género yadu, más implicado emocionalmente, podía inspirarse en estados de ánimo, lugares e incidentes, y a menudo iba dirigido a novios y esposas. Entre los escritores famosos de yadu se encuentran Nawade I (1545-1600) y el príncipe Natshinnaung (1578-1619). Algunas partes de Laos y Camboya también se convirtieron en colonias birmanas durante el Segundo Imperio Birmano y, por tanto, influyeron en la literatura birmana.
En las áreas del derecho, había dos tipos principales de literatura, dhammathat (ဓမ္မသတ်), que apareció antes del siglo XIII, y shauk-htone (လျှောက်ထုံး), que eran recopilaciones de breves relatos de casos y acontecimientos históricos en narrativa sencilla para servir de guía y precedente legal a los gobernantes. 
Al surgir la dinastía Konbaung en el siglo XVIII, se fundó el Tercer Imperio birmano. Esta época ha sido apodada la «Edad de Oro de la Literatura», con poetas como Letwe Thondara, Hlaing Thate Khaung Tin, Selay U Ponenya. Tras una segunda conquista del Ayutthaya (Tailandia), muchos botines de guerra fueron llevados a la corte birmana. Se introdujo el Ramayana (en birmano: ရာမယန), que fue adaptado al birmano. Además, el Ramayana inspiró poemas románticos, que se convirtieron en populares estancias literarias entre la clase real. La literatura birmana de esta época se inspiró en el Ramayana, y la corte birmana patrocinaba las obras dramáticas. La otra literatura famosa se llama: taydat (တေးထပ်), laygyo (လေးချိုး), dwaygyo (ဒွေးချို}) y bawle (ဘောလယ်). 

### Primera imprenta (1816)
La llegada de la primera imprenta a Birmania en 1816, enviada por la Misión Serampore británica, contribuyó a liberalizar tradiciones seculares de escritura en verso (lay-lone tha-paik (လေးလုံးတစ်ပိုဒ်), un tipo de poesía en la que los versos de cuatro sílabas se enlazan en rima trepadora y se agrupan en estrofas de 30 versos. ).
Los monjes siguieron siendo poderosos en la literatura birmana, recopilando historias de Birmania. Kyigan Shingyi (1757-1807) escribió los Jataka incorporando elementos birmanos, entre ellos el myittaza (pali metta o amor + birmano sa o carta), que son cartas de amor y constituyen importantes fuentes de relatos de primera mano sobre los cambios económicos y sociales que experimentaba Birmania antes del colonialismo.  Durante la primera guerra anglo-birmana (1823-1826), la literatura birmana, incluida la música lírica, destilaba un ambiente más solemne y apagado. Además, las yazawin, crónicas históricas, cobraron importancia en la dinastía Konbaung, aunque ya se escribían desde la dinastía Inwa. En 1724, U Kala escribió el Maha yazawin gyi (Las grandes crónicas), que abarca la historia birmana hasta 1711.
En 1829, el rey Bagyidaw designó a eruditos para recopilar la Hmannan yazawin dawgyi (Crónica del Palacio de Cristal), que abarcaba la historia birmana hasta 1821.  Un rey sucesor, el rey Mindon Min nombró a un comité de eruditos birmanos entre 1867 y 1869 para crear la Dutiya maha yazawin dawgyi (Las Segundas Grandes Crónicas Reales).